# Alcara li Fusi
Alcara li Fusi – miejscowość i gmina we Włoszech, w regionie Sycylia, w prowincji Mesyna.
Według danych na rok 2004 gminę zamieszkiwały 2474 osoby, 39,9 os./km².